# Новооктябрьский
Новооктябрьский — посёлок в Саратовской области России. Входит в состав муниципальное образование посёлок Михайловский (в 2003—2018 гг. — в ЗАТО Михайловский).
С 1 января 2022 года совместно с Михайловским наделён статусом административного округа.

## География
Находится в 2,5 — 3 км к северу от пос. Михайловский и в 30 км к юго-западу от Пугачёва.

## История
Указом Президента Российской Федерации от 13 ноября 2003 года № 1347 было образовано закрытое административно-территориальное образование посёлок Михайловский из вновь построенных посёлков Новооктябрьский и Михайловский в целях создания надёжной защитной зоны для безопасного функционирования объекта по уничтожению запасов отравляющих веществ, обеспечения требуемого режима его работы и экологической безопасности. В рамках организации местного самоуправления к 1 января 2006 года было сформированное одноимённое муниципальное образование ЗАТО Михайловский со статусом городского округа.
Указом Президента России от 13 октября 2018 года № 587 закрытое административно-территориальное образование (посёлок Михайловский Саратовской области) 1 января 2019 года было упразднено.
Правопреемником упразднённого ЗАТО стало муниципальное образование посёлок Михайловский со статусом городского округа.

## Население
| 2012 | 2013 | 2014 | 2015 | 2016 | 2017 | 2018 |
| ---- | ---- | ---- | ---- | ---- | ---- | ---- |
| 0    | →0   | →0   | →0   | →0   | →0   | →0   |
| 2019 | 2020 | 2021 |      |      |      |      |
| →0   | →0   | →0   |      |      |      |      |

Согласно официальной статистике, постоянное население в посёлке отсутствует. Согласно сведениям с официального сайта, в пос. Новооктябрьский — 89 домов усадебного типа (174 квартиры), один 3-х этажный жилой дом (48 квартир).

## Инфраструктура
Спальный район воинской части, хранившей химическое оружие (иприт, люизит, их смеси) с августа 1942 года.